# Ловенчито (Торино)
Ловенчито је насеље у Италији у округу Торино, региону Пијемонт.
Према процени из 2011. у насељу је живело 64 становника. Насеље се налази на надморској висини од 304 м.